# イェシーバー
イェシーバー（ヘブライ語: יְשִׁיבָה yəšībhāh, Yeshiva(h), pl.yəšībhôth）、イェシヴァー、イェシヴァとも。
1. イスラエルの地、バビロニア地方においてタルムードを学ぶ場所。学塾・学院とも翻訳される。
2. 各地のタルムード学習のための施設。「神学校」と翻訳されることもあるが、キリスト教的な意味での神学の学びの場ではない。

/y š b/は座るという意味の語根で、派生した言葉にはイッシューブ yishuv, yiššūbh などがある。

## 文献案内
- Helmreich, William B. The world of the yeshiva: an intimate portrait of Orthodox Jewry. Free Press, 1982, 412 pages. ISBN 0-88125-641-2.